# Montcalm (1935)
Montcalm – francuski krążownik lekki typu La Galissonnière z okresu II wojny światowej. Do służby we Francuskiej Marynarce Wojennej wszedł w 1937 roku. Okręt nazwano imieniem XVIII-wiecznego francuskiego generała Louisa Montcalma.

## Projekt i budowa
Budowa krążownika „Montcalm” rozpoczęła się 15 listopada 1933 roku w stoczni Société Nouvelle des Forges et Chantiers de la Méditerranée w La Seyne-sur-Mer. Wodowanie okrętu miało miejsce 26 października 1935 roku, wejście do służby 15 października 1937 roku. Po wejściu do służby i próbach morskich został przydzielony do 4. dywizjonu krążowników bazującego w Breście. 

## Służba
Od stycznia 1938 roku, przez dwa miesiące, stacjonował w Sajgonie, należącym wówczas do Indochin Francuskich. W lipcu 1938 roku uczestniczył w rewii morskiej zorganizowanej na cześć króla Jerzego VI w Calais. W 1939 roku okręt reprezentował Francję na Wystawie Światowej w Nowym Jorku.
Po wybuchu II wojny światowej okręt patrolował wody Atlantyku w odpowiedzi na zagrożenie dla żeglugi, jakie stwarzały pancerniki „Gneisenau” i „Scharnhorst”. 4 lipca 1940 roku, po zakończeniu kampanii francuskiej, okręt powrócił do Tulonu. 9 września wraz z bliźniaczymi: „Gloire” i „Georges Leygues” został wysłany do Dakaru, po czym wyruszył w morze w celu przywrócenia władzy rządu Vichy w Gabonie. 19 września zespół został przechwycony przez alianckie krążowniki ciężkie, w wyniku czego „Georges Leygues” i „Montcalm” zawróciły do Dakaru. 
Po alianckiej inwazji w północnej Afryce i zajęciu państwa Vichy przez Niemców w listopadzie 1942 roku okręt przeszedł na stronę Marynarki Wojennej Wolnych Francuzów. Od lutego do sierpnia 1943 roku był poddawany remontowi i modernizacji w filadelfijskiej stoczni, po czym powrócił do Dakaru. W czerwcu 1944 roku wspierał lądowanie aliantów w Normandii, gdzie ostrzeliwał okolice plaży Omaha. W sierpniu 1944 roku wspierał lądowanie aliantów w południowej Francji, a następnie do marca 1945 roku ostrzeliwał pozycje niemieckie na Lazurowym Wybrzeżu.
W 1955 roku operował w rejonie Indochin. 1 maja 1957 roku został wycofany ze służby, od 1959 roku służył jako hulk dla słuchaczy szkoły dla załóg okrętów podwodnych w Tulonie. Okręt złomowano w 1970 roku.